# 7382 Bozhenkova
7382 Bozhenkova este un asteroid din centura principală de asteroizi.

## Descriere
7382 Bozhenkova este un asteroid din centura principală de asteroizi. A fost descoperit pe 8 septembrie 1981 la Observatorul de Astrofizică din Crimeea de Liudmila Juravliova. El prezintă o orbită caracterizată de o semiaxă mare de 3,19 ua, o excentricitate de 0,24 și o înclinație de 2,0° în raport cu ecliptica.